# Caperonia palustris
Caperonia palustris es una hierba anual de la familia de la euforbiáceas.

## Descripción

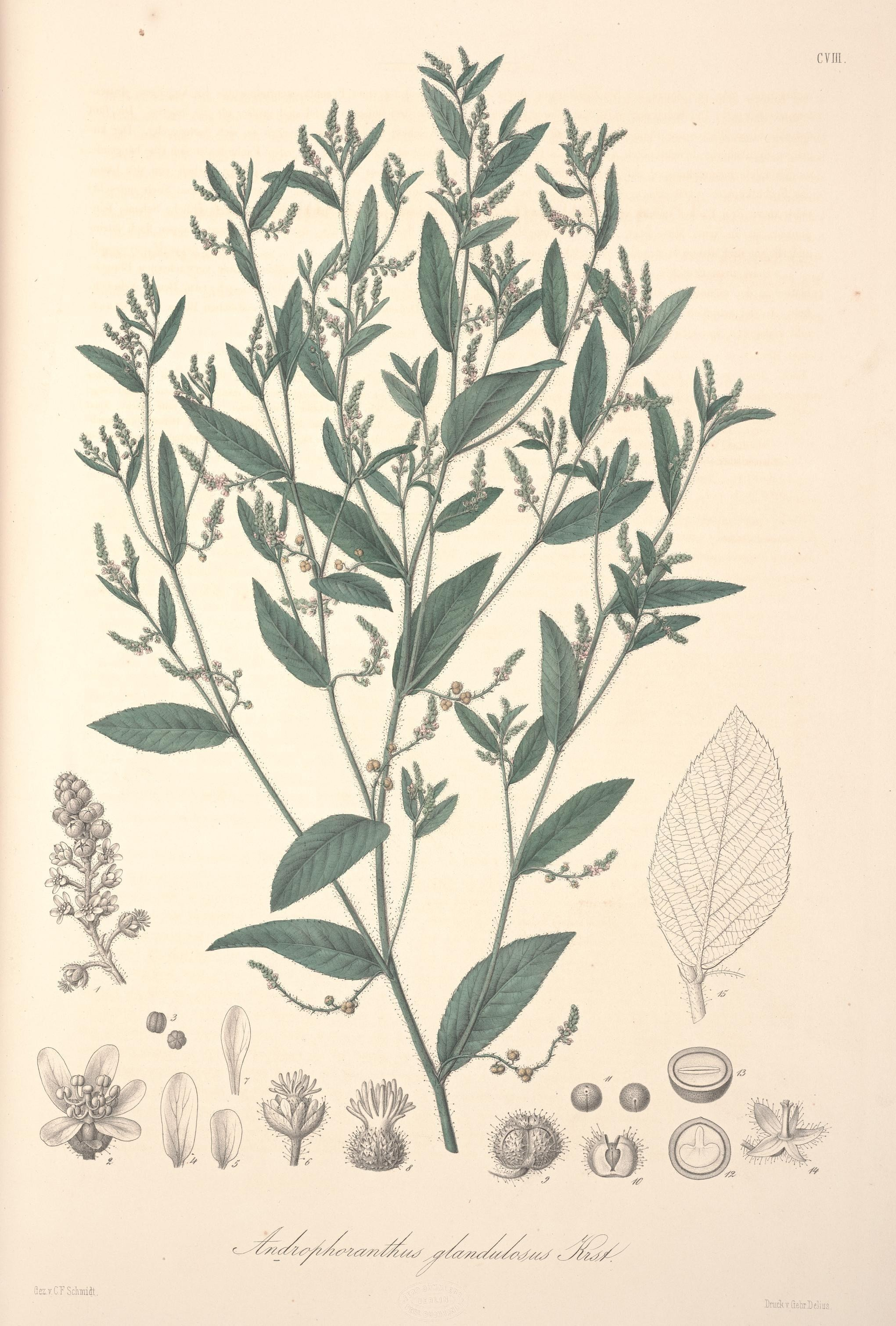
Pl. CVIII Florae Columbiae.

Hierba anual, híspida, que alcanza hasta 2 m de altura. Su tallo es erecto con entrenudos huecos y sus hojas alternas , con márgenes aserradas, son lanceoladas y pecioladas. Presenta estípulas pequeñas y apareadas. Las inflorescencias son espigas auxiliares con flores unisexuales, siendo las masculinas inconfundibles, pues tienen 10 estambres , 5 sépalos verdes y 5 pétalos blancos,  tres más grandes en la parte superior y dos más pequeños en la parte inferior , dándole a la flor un solo plano de simetría (zigomorfa). La flor femenina tiene 5 sépalos verdes, ovario superior con 3 carpelos unidos, cada uno con sólo una semilla.

## Distribución y hábitat
En Belice y Centroamérica, esta especie se ha registrado como una mala hierba que tapona los canales de irrigación de cultivos.  El género  Caperonia tiene entre 30 y 60 especies acuáticas, distribuidas en la zonas tropicales de África, América y Madagascar; la mayoría de las especies se encuentra en zonas húmedas sometidas a inundaciones.

## Taxonomía
Caperonia palustris fue descrito por (L.) A.St.-Hil. y publicado en Histoire des plantes les plus remarquables du Bresil ... 3/4: 245. 1825.
Sinonimia
- Androphoranthus glandulosus H.Karst.
- Argythamnia palustris (L.) Kuntze
- Caperonia liebmanniana Didr. ex Pax & K.Hoffm.
- Caperonia palustris var. linearifolia Standl. & L.O.Williams
- Caperonia palustris var. linearis Standl. & L.O.Williams
- Caperonia pubescens S.F.Blake
- Croton castaneifolius Kunth
- Croton palustris L. Basónimo
- Lepidococca sieberi Turcz.
- Meterana palustris (L.) Raf.[3]